# جمال‌آباد (ارسنجان)
جمال‌آباد یا جمال‌آباد بزرگ روستایی در دهستان علی‌آباد ملک بخش مرکزی شهرستان ارسنجان استان فارس ایران است.
قدمت این روستا حتی از شهر ارسنجان نیز بیشتر است  که آثار تاریخی بجا مانده در این روستا خود گواه این مدعاست.
جمال آباد قبل از انقلاب دایرهٔ ثبت احوال، درمانگاه، کوچه‌های سنگ‌قلوه ای و نانوایی داشته‌است و مردم آن دیار به بافرهنگ‌بودن و تحصیلات بالا مشهورند.
درخت سرو 900 ساله و سنگ آسیاب دوهزار ساله که مربوط به زمان ساسانیان است از آثار باستانی و تاریخی آن است.
فامیلهای بزرگ این روستا خادمی،خادم الحسینی،خادمیان،زارع هستند. 

## جمعیت
بر پایه سرشماری عمومی نفوس و مسکن در سال ۱۳۹۵ جمعیت این روستا ۱٬۱۳۱ نفر (۳۴۷خانوار) بوده‌است.